# Piper crenulatibracteum
Piper crenulatibracteum är en pepparväxtart som beskrevs av C. Dc.. Piper crenulatibracteum ingår i släktet Piper och familjen pepparväxter. Inga underarter finns listade i Catalogue of Life.